# Canthonella howdeni
Canthonella howdeni là một loài bọ cánh cứng trong họ Bọ hung (Scarabaeidae).